# الجهجاه (الرقة)
الجهجاه قرية سورية تتبع ناحية عين عيسى في منطقة تل أبيض في محافظة الرقة. بلغ عدد سكانها 477 نسمة في عام 2004 حسب إحصاء المكتب المركزي للإحصاء.